# Trichillurges meridanus
Trichillurges meridanus là một loài bọ cánh cứng trong họ Cerambycidae.